# Pittosporum fasciculatum
Pittosporum fasciculatum är en tvåhjärtbladig växtart som beskrevs av Joseph Dalton Hooker. Pittosporum fasciculatum ingår i släktet Pittosporum och familjen Pittosporaceae. Inga underarter finns listade.